# Laurier LaPierre
Pour les articles homonymes, voir Lapierre.
Laurier LaPierre (Laurier Joseph Lucien LaPierre) (Lac-Mégantic, 21 novembre 1929 – Ottawa, 16 décembre 2012), est un sénateur, animateur, journaliste et éditeur canadien.

## Biographie
Né à Lac-Mégantic au Québec en 1929, LaPierre est diplômé d'un doctorat en histoire de l'Université de Toronto en 1962. Cette même année, il devient professeur en études canadiennes-françaises à l'Université McGill et au Collège Loyola à Montréal ainsi qu'à l'Université de Western Ontario à London.
De 1964 à 1966, il coanime l'émission This Hour Has Seven Days (en) sur les ondes de CBC Television. Durant ces années, LaPierre acquiert une certaine notoriété auprès du public canadien. Il sera toutefois renvoyé de la chaîne d'État en 1966, la direction lui reprochant un « manque de professionnalisme », notamment lors d'une entrevue avec la mère de Steven Truscott (en) où LaPierre a laissé trop paraître ses émotions en retenant difficilement ses larmes. L'émission prendra fin quelques mois après son renvoi.
LaPierre continue alors d'enseigner et à se consacrer à l'histoire canadienne. Il se présente à l'élection fédérale canadienne de 1968 sous la bannière du Nouveau Parti démocratique dans la circonscription de Lachine où il ne sera pas élu, terminant en deuxième place.
LaPierre milite activement pour les droits des homosexuels à partir des années 1980 où il fait sa sortie du placard lors d'une manifestation. Parfait bilingue, il s'engage également sur la scène nationale sur les questions de bilinguisme et des droits des Premières nations du Canada.
En 1991, il participe au Forum des citoyens sur l'avenir du Canada en réaction à l'échec de l'accord du lac Meech de 1990. Il rédige plusieurs écrits dont Canada, my Canada en 1992 et une biographie de Wilfrid Laurier en 1996.
En 2001, LaPierre est nommé au Sénat par Jean Chrétien. Il y siège sous la bannière libérale pendant trois ans avant de prendre une retraite forcée

## Prix et distinctions
- 1994 : Officier de l'ordre du Canada[7]
- 2002 : Médaille du jubilé d'or de la reine Elizabeth II[8]